# Верхнее Шахлово

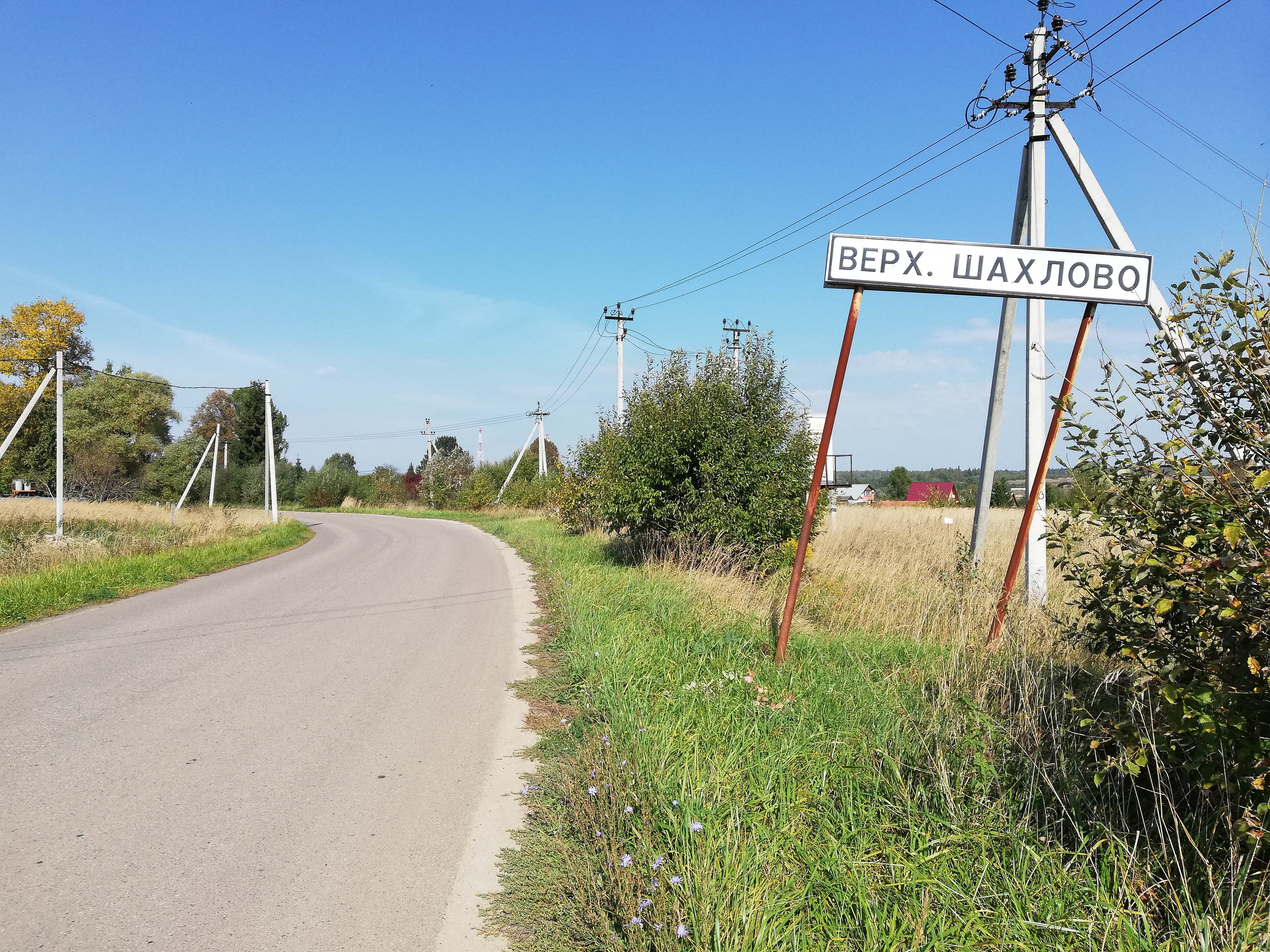
Въезд в деревню

Ве́рхнее Ша́хлово — деревня в Серпуховском районе Московской области. Входит в состав Дашковского сельского поселения. Население по данным на 2006 год составляет 9 жителей.

## Географическое положение
Расположена на правом берегу реки Нара в 15 км к северо-западу от Серпухова. Ближайшие населённые пункты: Съяново-2 и Нижнее Шахлово, расположенные от Верхнего Шахлова менее, чем в одном километре. Менее чем в трех километрах находится бывший военный городок № 115, сейчас посёлок Серпухов-12.

## Транспорт
Деревня расположена в 3 километрах от Большого Московского кольца, с которым связана шоссе с твердым покрытием. Автобусное сообщение с другими населёнными пунктами обеспечивается посредством маршрута № 23 Серпухов — Съяново-2.